# Луїсмі
Луїс Мігель Санчес Бенітес (ісп. Luis Miguel Sánchez Benítez), відоміший під своїм ім'ям Луїсми (ісп. Luismi; 5 травня 1992, Пуерто-Серрано, Іспанія) — іспанський футболіст, півзахисник футбольного клубу «Реал Вальядолід».

## Клубна кар'єра
Свою футбольну кар'єру розпочав у молодіжному складі «Севільї». 2011 року він дебютував за «Севілью», що виступала в «Терсері».
У червні 2012 року підписав свій перший професійний контракт з «Севільєю Атлетіко». 11 листопада того ж року в матчі проти «Реала Хаена» (1:0) зазнав перелому черепа. 31 березня 2014 року він вийшов на поле у матчі проти того ж суперника (0:1).
1 лютого 2014 року, Унаї Емері заявив Луїсмі на матчі проти «Малаги», 8 березня проти «Альмерії», але головний тренер не випустив його.
3 липня 2014 року Луїсмі підписав новий контракт на два роки з «Севільєю Атлетіко».12 серпня 2014 був у заявці на матч за Суперкубок УЄФА 2014, але на поле він так і не вийшов (0:2). 23 серпня дебютував за основний склад «Севільї» у матчі проти «Валенсії» змінивши на 80 хвилині Вісенте Іборру (1:1).
30 липня 2015 року підписав контракт з «Севільєю», взяв 16 номер в команді. Але коли 2016 року прийшов Федеріко Фасіо довелося віддати йому свій номер.
29 червня 2016 року підписав контракт на два роки з футбольним клубом «Реал Вальядолід», змінивши як вільний агент «Севілью»